# Boiga
Boiga är ett släkte av ormar. Boiga ingår i familjen snokar.
Arterna är med en längd mellan 1,5 och 3 meter medelstora till stora ormar. De förekommer i Afrika, södra Asien, på sydostasiatiska öar och fram till norra Australien. Individerna klättrar på träd men de hittas även i öppna skogar och i mangrove. Släktets medlemmar jagar ödlor och mindre däggdjur, inklusive fladdermöss. Arterna har giftkörtlar och giftet anses mindre farlig för människor. Honor lägger ägg.

## Bildgalleri

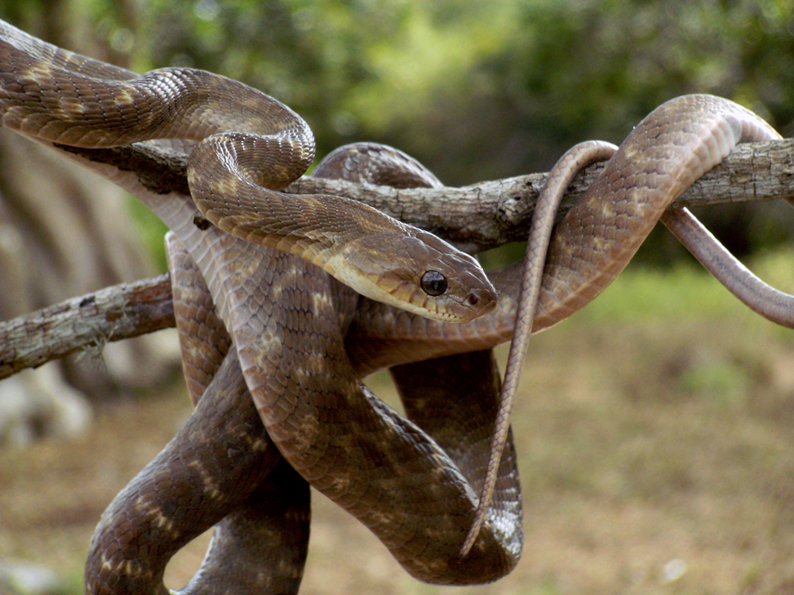

## Dottertaxa tillBoiga, i alfabetisk ordning[1]
- Boiga andamanensis
- Boiga angulata
- Boiga barnesii
- Boiga beddomei
- Boiga bengkuluensis
- Boiga blandingii
- Boiga bourreti
- Boiga ceylonensis
- Boiga cyanea
- Boiga cynodon
- Boiga dendrophila
- Boiga dightoni
- Boiga drapiezii
- Boiga forsteni
- Boiga gokool
- Boiga guangxiensis
- Boiga irregularis
- Boiga jaspidea
- Boiga kraepelini
- Boiga multifasciata
- Boiga multomaculata
- Boiga nigriceps
- Boiga nuchalis
- Boiga ochracea
- Boiga philippina
- Boiga pulverulenta
- Boiga quincunciata
- Boiga ranawanei
- Boiga saengsomi
- Boiga schultzei
- Boiga siamensis
- Boiga tanahjampeana
- Boiga trigonata
- Boiga wallachi